# ウィーン・ヨハン・シュトラウス管弦楽団
ウィーン・ヨハン・シュトラウス管弦楽団（ドイツ語：Wiener Johann Strauss Orchester、英語：Vienna Johann Strauss Orchestra）は、オーストリアの首都ウィーンを拠点とした、シュトラウス・ファミリーの音楽をプログラムの中心とするオーケストラ。略称はWJSO。19世紀後半にヨハン・シュトラウス2世らが率いたシュトラウス管弦楽団を継承するオーケストラであると自任している。

## 概要
オーストリア・ラジオ（ORF）とヴァイオリニストのオスカー・ゴーガーの主導により、1966年に結成された。楽団員は、ウィーン放送交響楽団を中心としたウィーンのオーケストラから選抜された。常設団体ではなく、年15回程度のコンサートと録音、演奏旅行などのたびに集まる。
楽団の結成は、かつてエドゥアルト・シュトラウス1世が解散したシュトラウス管弦楽団を再建するという建前で行われた。そこでシュトラウス一家の伝統の継承者として、エドゥアルト・シュトラウス1世の孫であるエドゥアルト・シュトラウス2世が創立者として招かれた。1969年にエドゥアルト・シュトラウス2世が早世すると、長年にわたってニューイヤーコンサートの指揮者を務めていたヴィリー・ボスコフスキーが後任指揮者として招かれた。ウィンナ・ワルツの演奏に関してはウィーン・フィルハーモニー管弦楽団共々定評がある。ボスコフスキーが指揮した時代には独EMI（エレクトローラ）に積極的な録音を行い、日本では、同じくボスコフスキーがウィーンフィルを指揮したニューイヤーコンサート・アルバム（当時セッション録音）と同時期に毎年発売された。40名前後の小編成は、ウィーンフィルなどが同分野を演奏する際の半分強の人数だが、シュトラウス生前のオリジナル演奏規模に近いとされる。
なお、アンドレ・リュウが1987年にオランダに創設したヨハン・シュトラウス・オーケストラや、同じくシュトラウス楽団の再興を謳って活動しているウィーン・シュトラウス・カペレは、各々別団体である。

## 指揮者
- エドゥアルト・シュトラウス2世（創立者、初代指揮者）
- ヴィリー・ボスコフスキー
- クルト・ヴェス
- ヴァルター・ゴルトシュミット（ドイツ語版）
- フランツ・バウアー＝トイスル
- マルティン・ジークハルト（ドイツ語版）
- オーラ・ルードナー
- アルフレート・エシュヴェ（ドイツ語版）
- ヨハネス・ヴィルトナー